# Düne am Rimmelsberg
Die Düne am Rimmelsberg ist ein kleines, nur sieben Hektar großes Dünengebiet in der schleswig-holsteinischen Gemeinde Jörl. Es steht bereits seit 1938 unter Schutz.
Das Naturschutzgebiet besteht aus wellig-kuppigem Gelände, das zahlreiche Wacholderbüsche aufweist und von einem Eichen-Kratt umstanden ist. Mit seinen Heiden und Dünen und einem der größten Wacholderbestände in Schleswig-Holstein stellt es in der ansonsten intensiv genutzten Agrarlandschaft eine Besonderheit dar. Das Naturschutzgebiet ist außerdem Teil des größeren FFH-Gebiets DE-1321-303 Dünen am Rimmelsberg und zählt dadurch zum europäischen Schutzgebietsnetzwerk Natura 2000. Betreut wird das Naturschutzgebiet durch den Schleswig-Holsteinischer Heimatbund (SHHB) e.V.
Das Gebiet liegt auf der Ostseite des Rimmelsbergs. Es wurde früher als Waldweide genutzt, was zu den lichten Gehölzbeständen geführt hat. Die Besenheiden sind allerdings überaltert und vergrasen mit Drahtschmiele. In den grundwassernahen Senken werden die charakteristischen Arten der Feuchtheide wie Glockenheide, Sparrige Binse und Waldläusekraut zunehmend von konkurrenzstärkeren Arten zurückgedrängt. Im Naturschutzgebiet sind wärmeliebende Wirbellose besonders häufig. Dazu zählt beispielsweise der Kleine Weinschwärmer sowie Weg- und Grabwespen. Der Name Rimmelsberg selbst geht auf dänisch rimme (altnordisch rimi) für eine Dünenreihe oder einen Erdrücken zurück.

## Bilder

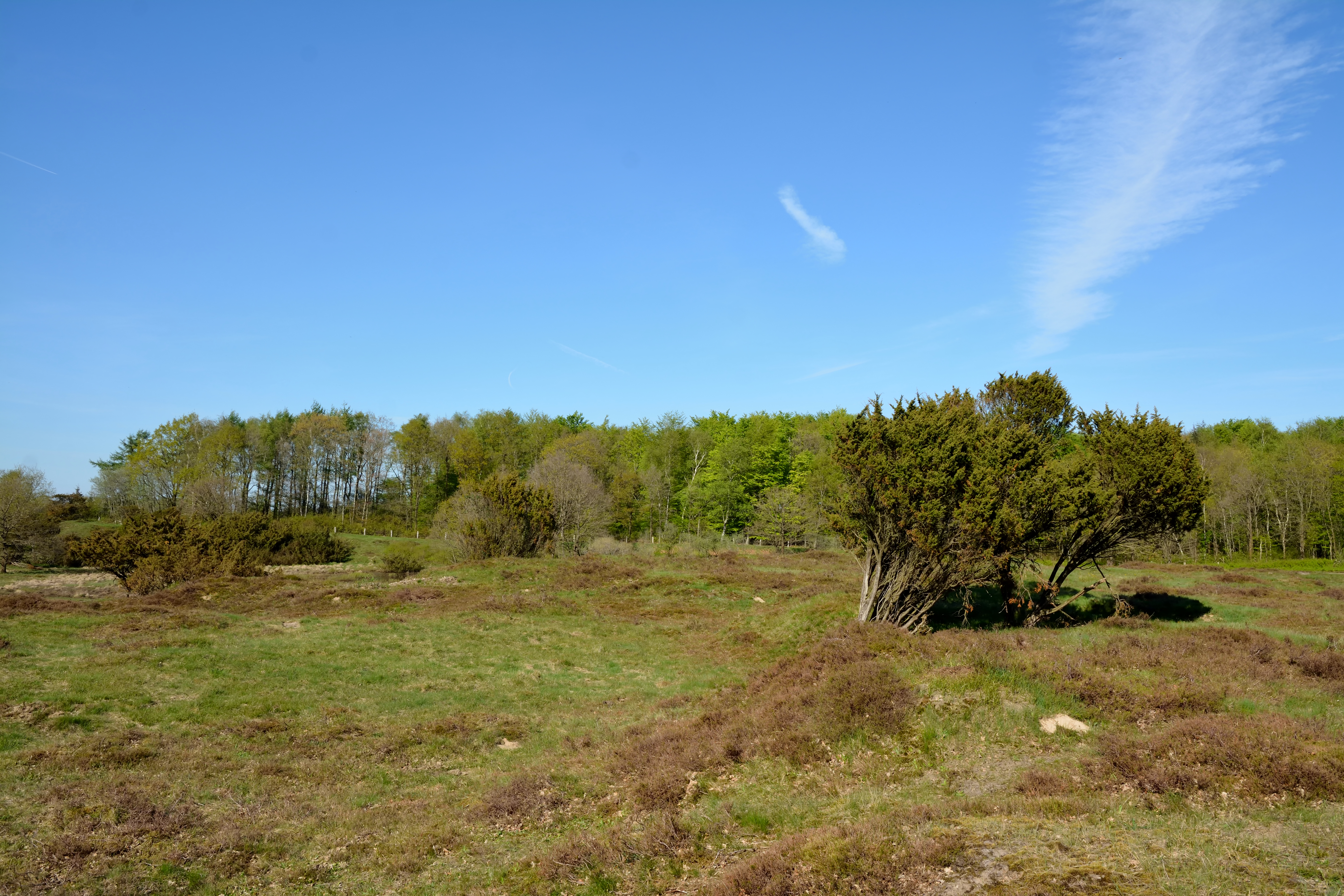
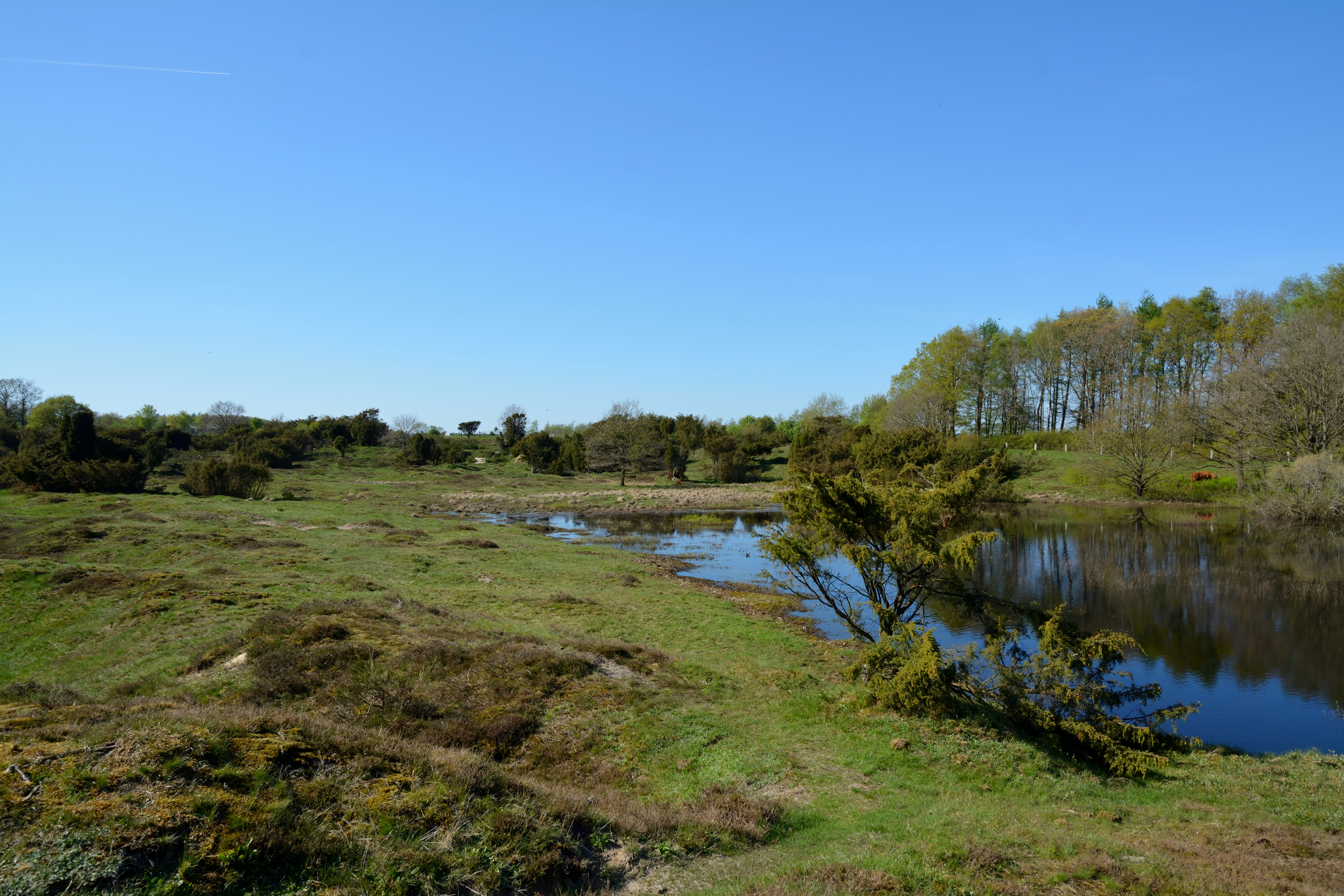
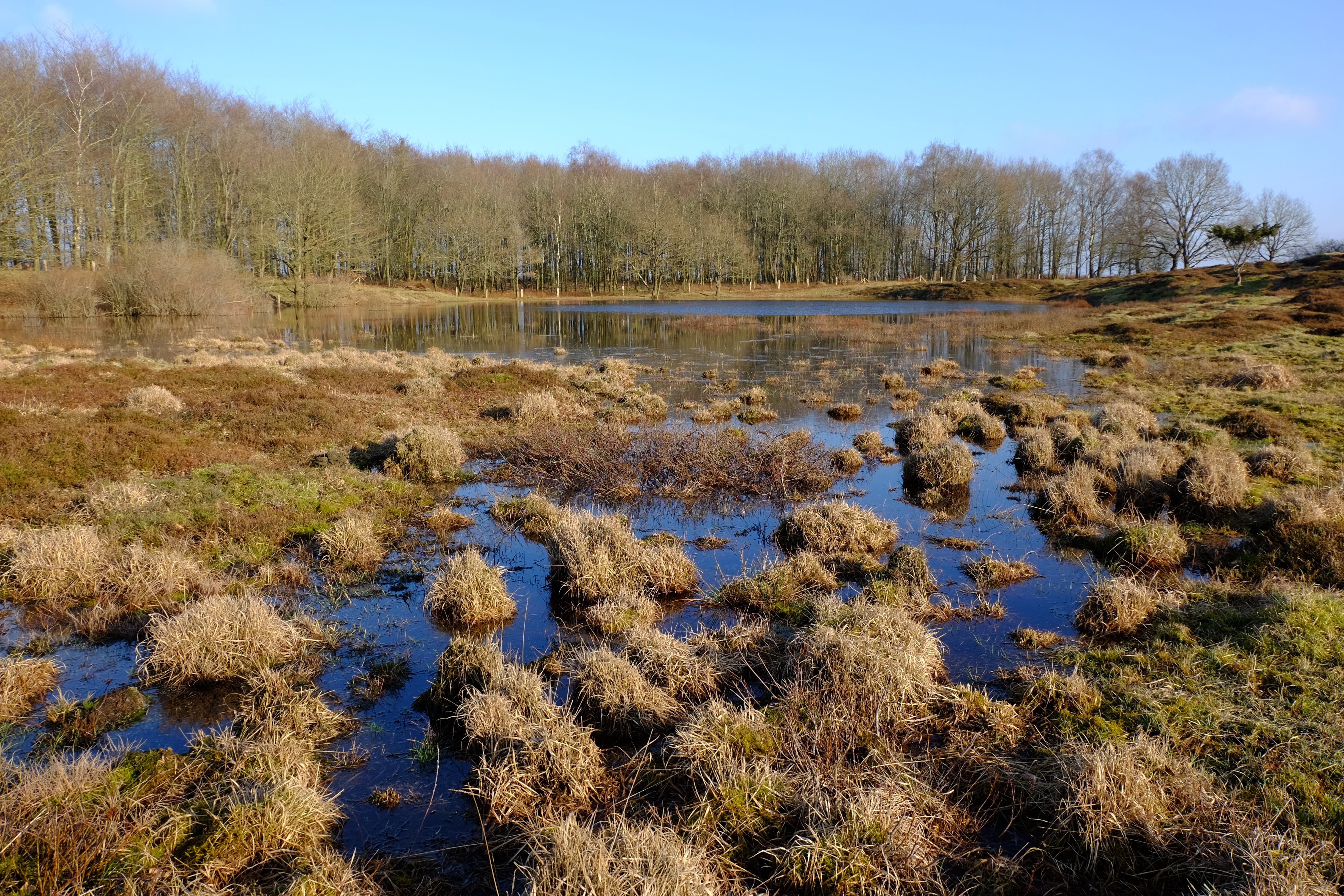
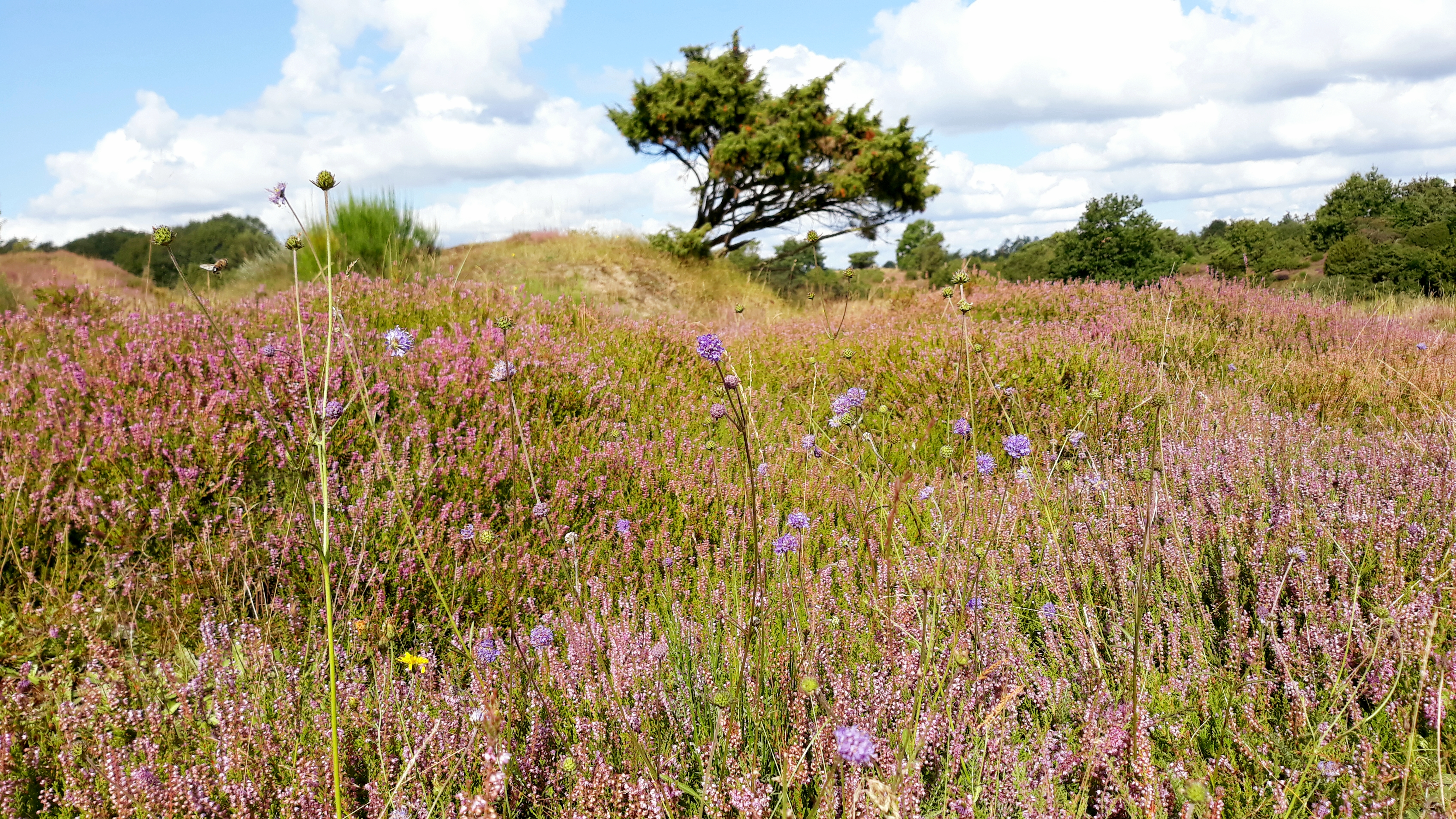
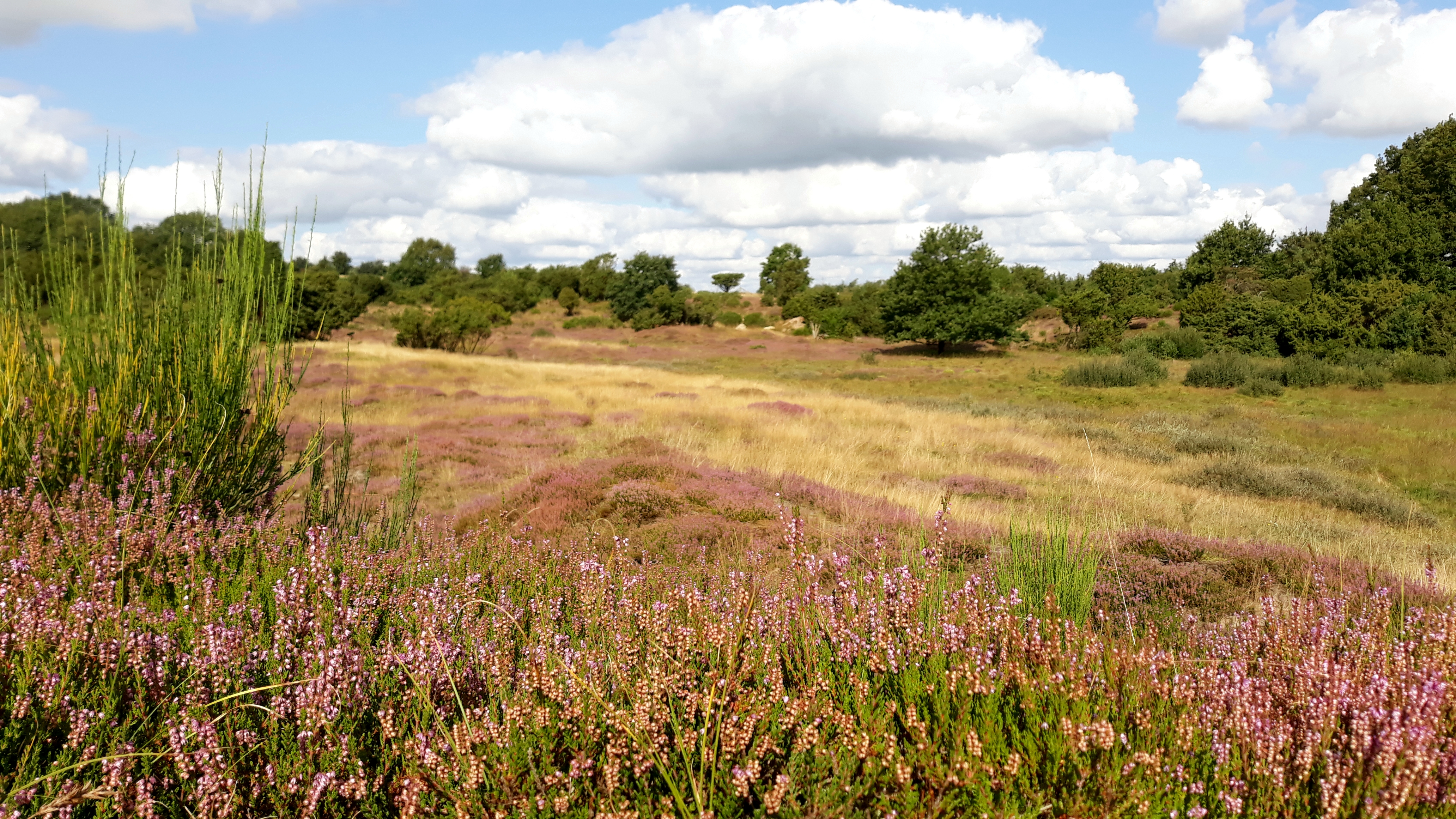
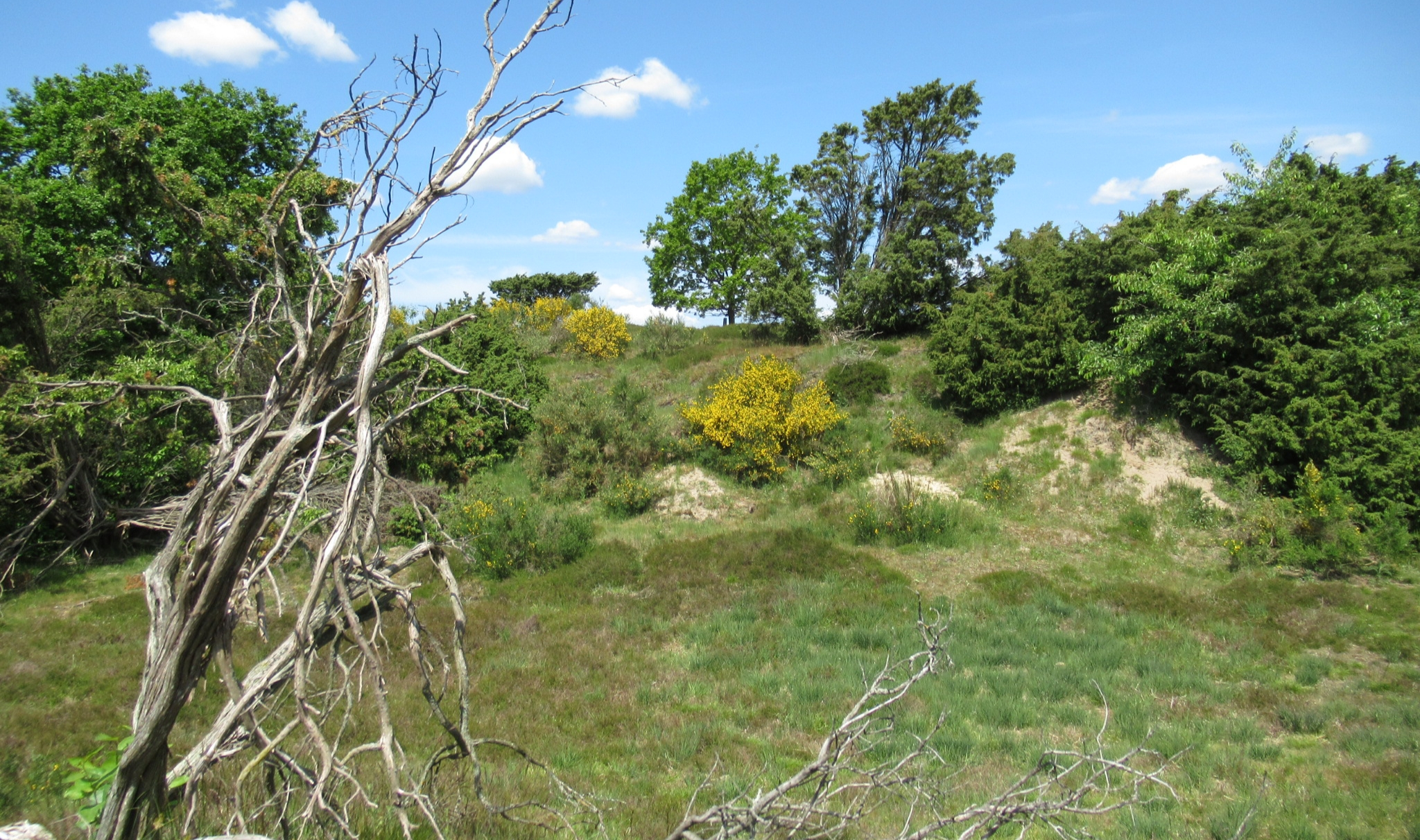
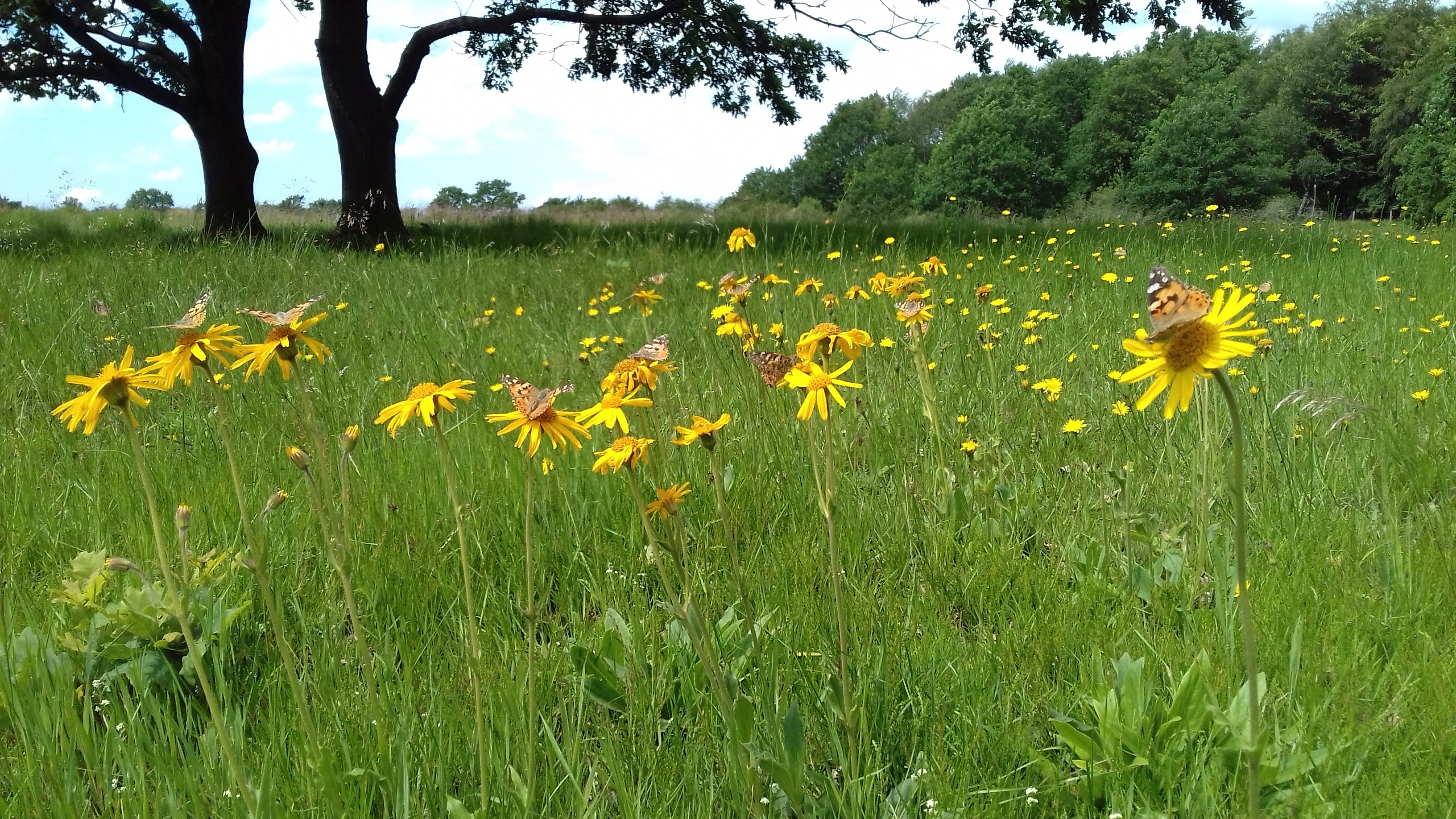
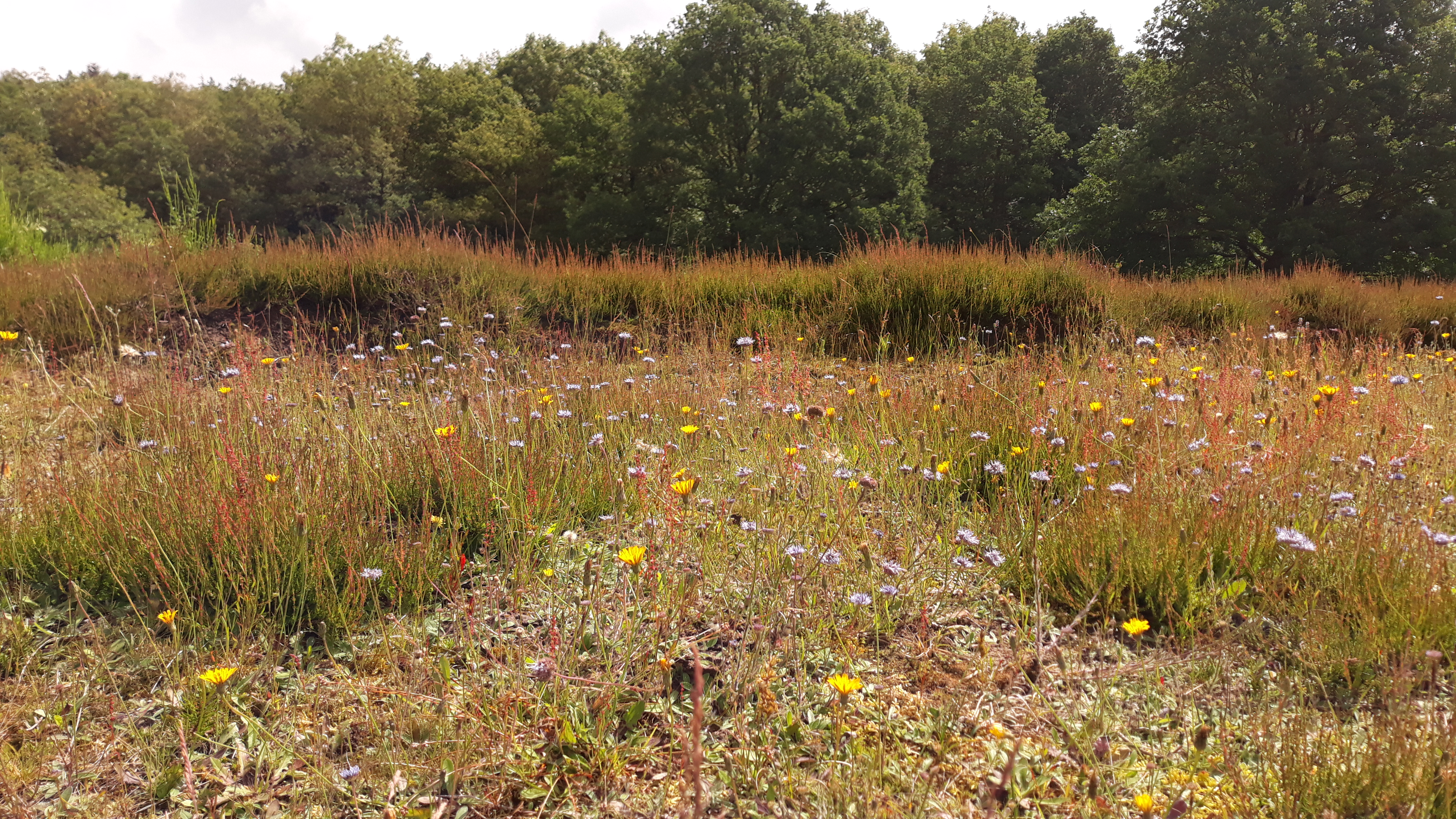
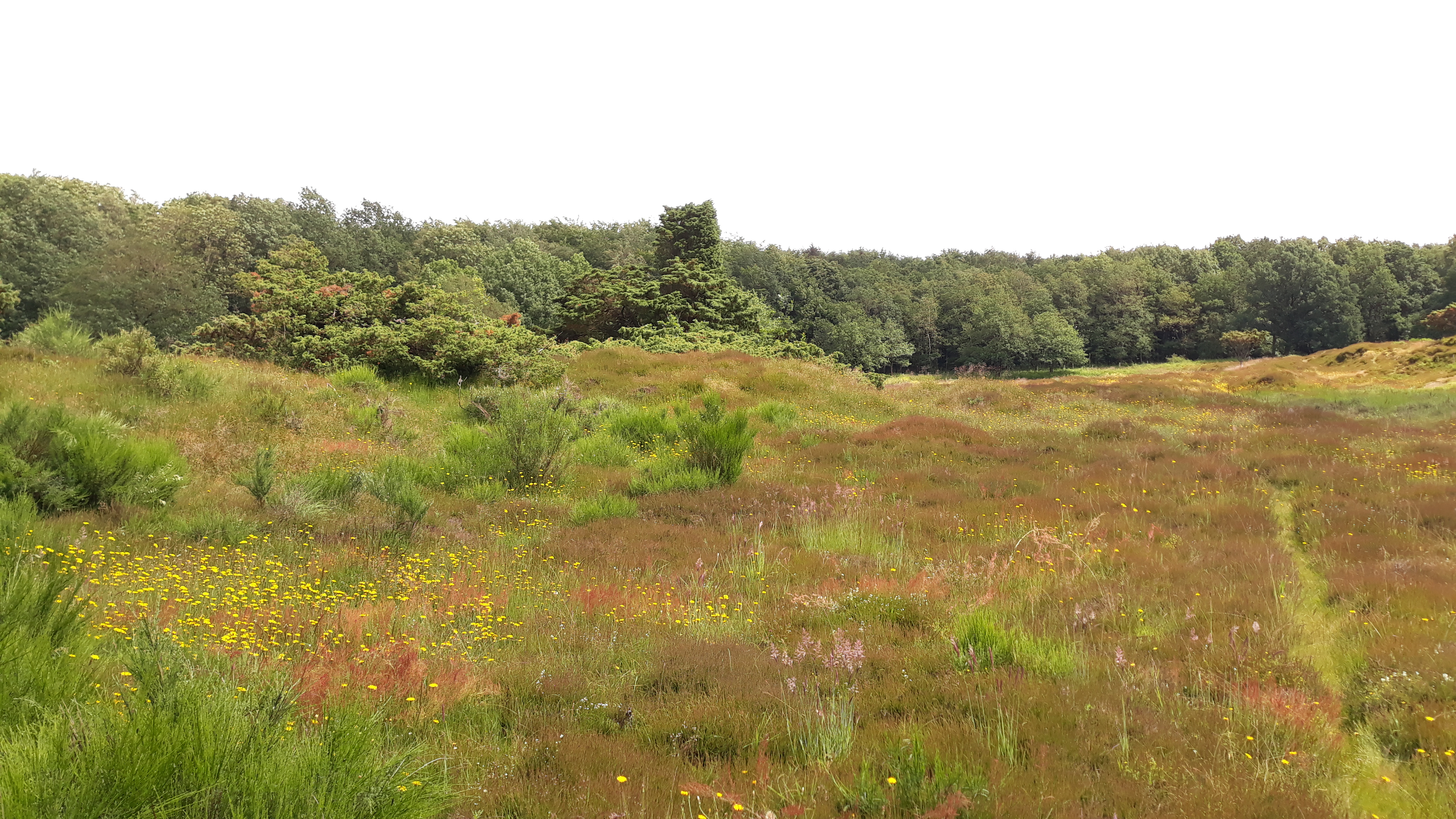